# الدبة (مدينة)

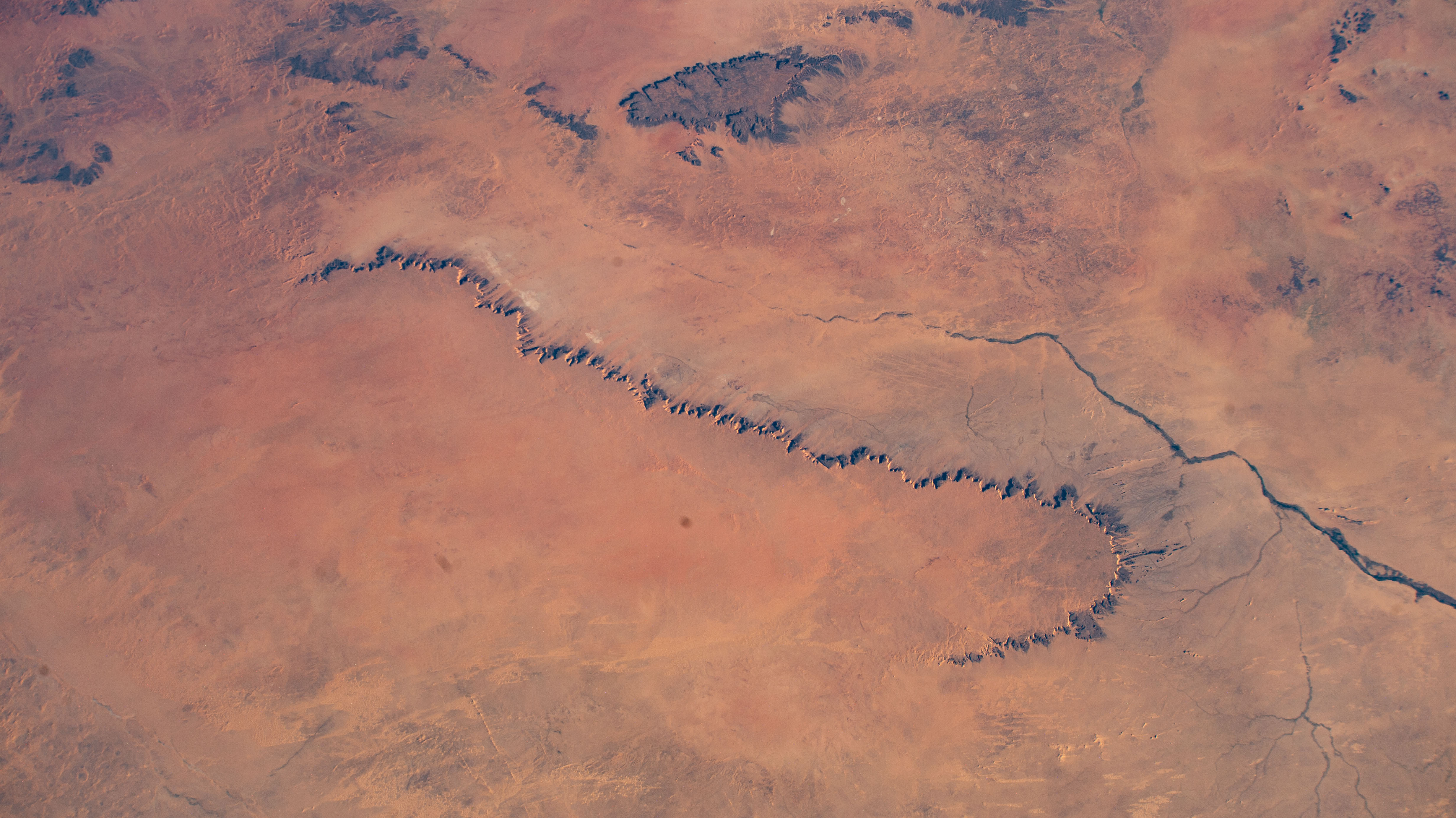
الصحراء الليبية قرب مدينة الدبة

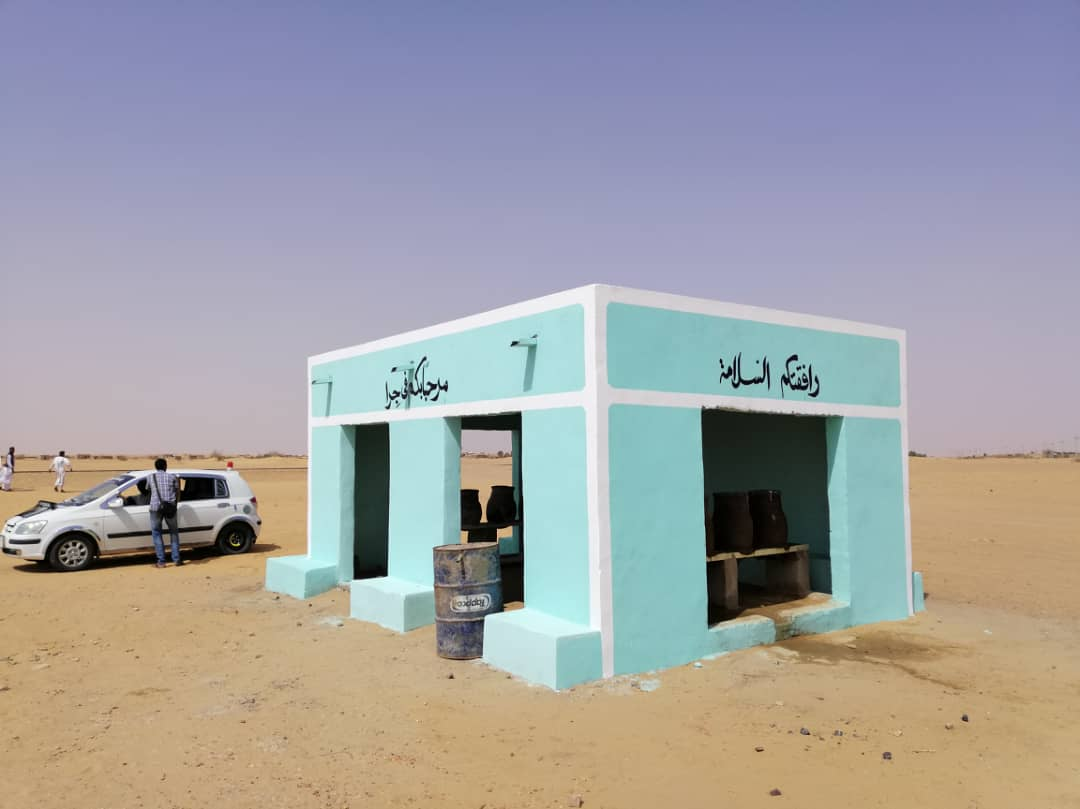
قهوة بمدينة الدبة

الدبة، مدينة سودانية تقع على ضفاف نهر النيل وتتبع الولاية الشمالية حيث يصلها مع باقي أنحاء العالم مطار الدبة. عدد سكانها يبلغ 52,000 نسمة تقريبا.

## أعلام
- الطيب صالح